# تودا یاسومیتسو
تودا یاسومیتسو (به ژاپنی: 戸田 康光 とだ やすみつ) تولد نامعلوم - مرگ ۱۵۴۷ یکی از نظامیان وابسته به ولایت میکاوا در خلیج میکاوا در دوره سنگوکو بود.
دختر تودا یاسومیتسو «ماکی هیمه» (真喜姫 まきひめ) نام داشت. او پس از طلاق ماتسودایرا هیروتادا (پدر توکوگاوا ایه‌یاسو) از مادر ایه‌یاسو به ازدواج هیروتادا درآمد. 
در سال (۱۵۴۷)، به دستور ایماگاوا یوشیموتو، قرار بود پسر ارشد و وارث، ماتسودایرا هیروتادا، تاکه‌چیو (توکوگاوا ایه‌یاسو) به عنوان گروگان به سانپو فرستاده شود. او رد خلیج میکاوا به استقبال یک گروه متشکل از یک تاکه‌چیو و همراهان رفت با پای پیاده از قلعه اوکازاکی (محل تولد تاکه‌چیو) به آنجا رسیده بودند و قرار بود از طریق قایق به سانپو روانه شوند اما قایق به‌جای آن به ولایت اواری رسید که مقر بزرگترین دشمن ایماگاوا یوشیموتو یعنی اودا نوبوهیده بود. در واقع تودا یاسومیتسو با ربودن و واگذاری تاکه‌چیو به خاندان اودا جدایی و دشمنی خود را از خاندان ایماگاوا نشان داد. چنان‌که ایه‌یاسو خود به یاد می‌آورد، تودا یاسومیتسو در عوض ربودن تاکه‌چیو ۱۰۰۰ (یا ۵۰۰) کان (واحد پول) از خاندان ایماگاوا پول دریافت کرد. شنیدن این خبر موجب خشم یوشیموتو ایماگاوا شد و او با فرستادن سپاهش به قلعه محل زندگی تودا یاسومیتسو هم او و هم پسر و وارثش را به قتل رساند و به این ترتیب خاندان تودا از میان رفت.